# Evan Seinfeld

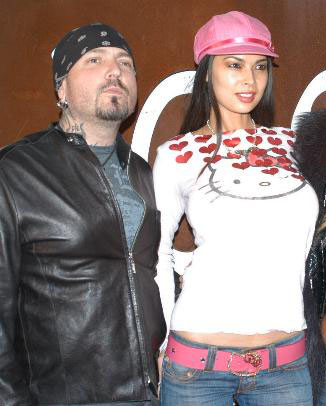
Evan com sua então esposa Tera Patrick em 2006

Evan Seinfeld (Nova Iorque, 29 de dezembro de 1967) é um ator de cinema, diretor e vocalista da banda Biohazard. Após deixar o grupo em maio de 2011 por motivos pessoais, ele entrou para a Attika7 como vocalista. Ele é o fundador e diretor executivo do serviço de conteúdo adulto IsMyGirl.

## Prêmios
- 2008 XBIZ Award – Crossover Male Star of the Year[3]
- 2009 XBIZ Award – ASACP Service Recognition Award[3]